# 11 Korpus (austro-węgierski)

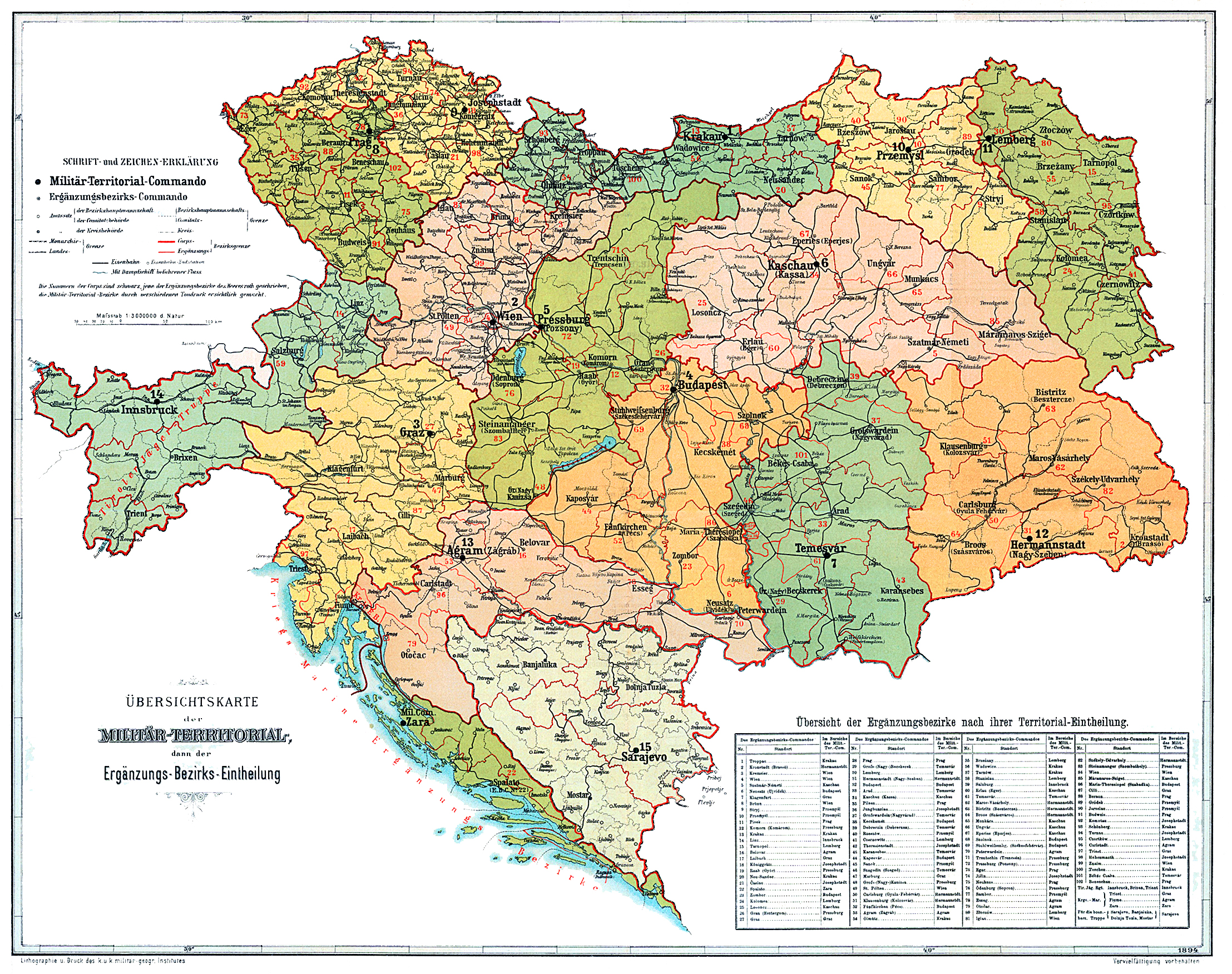
Wojskowy podział terytorialny Monarchii Austro-Węgier w 1894

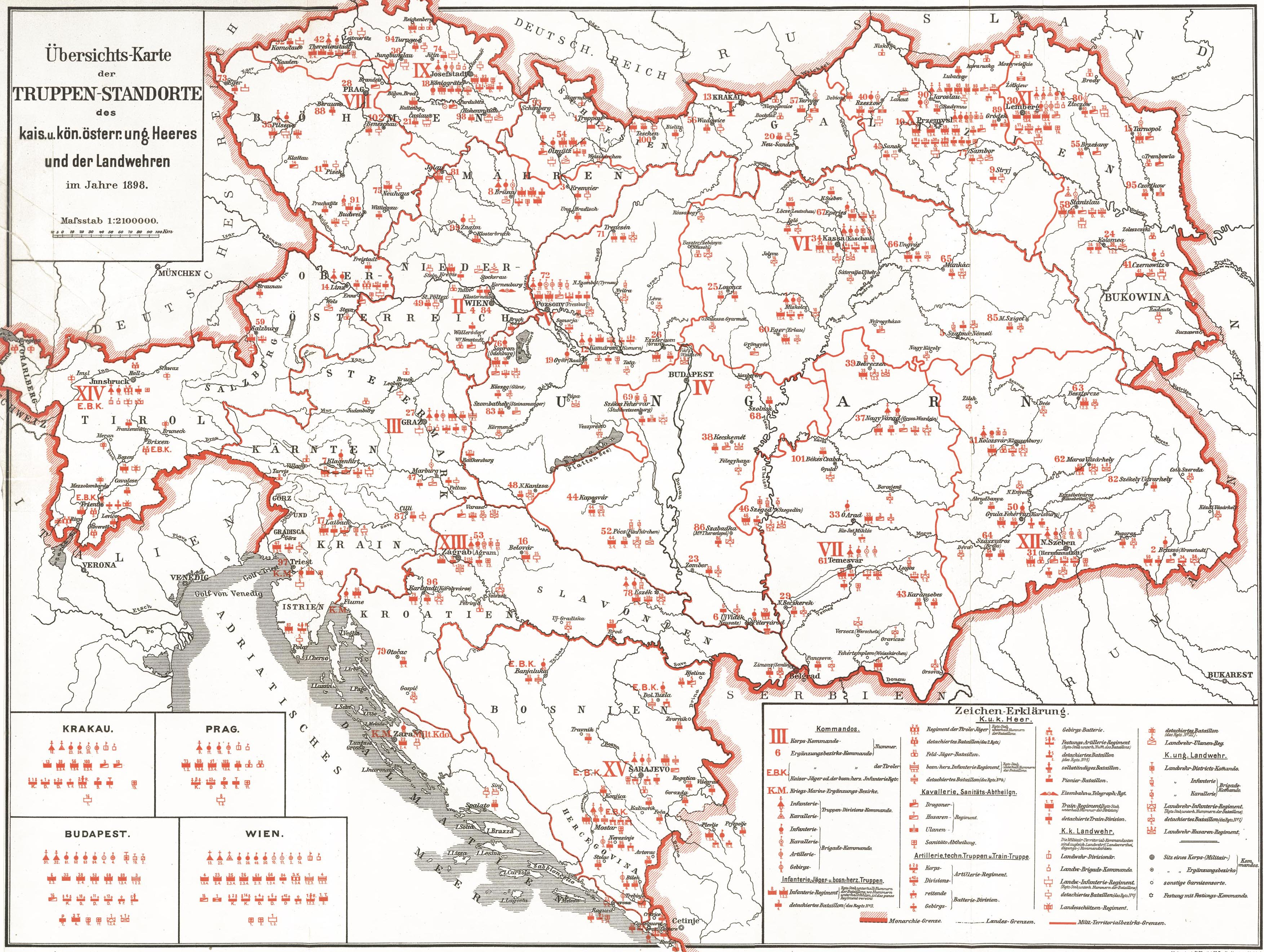
Dyslokalizacja sił zbrojnych Monarchii Austro-Węgier w styczniu 1898

11 Korpus – wyższy związek taktyczny cesarskiej i królewskiej Armii.
Cesarska i królewska Komenda 11 Korpusu (niem. 11. Korpskommando) znajdowała się garnizonie Lwów.

## Organizacja pokojowa korpusu w 1914 roku
Organizacja pokojowa korpusu w 1914 roku
- c. i k. Komenda 11 Korpusu we Lwowie
- 11 Dywizja Piechoty we Lwowie
- 30 Dywizja Piechoty we Lwowie
- 4 Dywizja Kawalerii we Lwowie
- 8 Dywizja Kawalerii w Stanisławowie
- 11 Brygada Artylerii Polowej we Lwowie
- 11 Dywizjon Taborów we Lwowie

## Organizacja wojenna i obsada personalna korpusu 1 maja 1915
- c. i k. Komenda 11 Korpusu
- 42 Dywizja Piechoty Honwedu (42. HonvID.): GM Stracker
  - 83 Brygada Piechoty Honwedu (83. HonvIBrig.): Obst. von Pillepic
  - 84 Brygada Piechoty Honwedu (84. HonvIBrig.): Obst. von Petkovic
- 5 Dywizja Kawalerii Honwedu (5. HonvKD.): GM Freiherr von Apor
  - 19 Brygada Kawalerii Honwedu (19. HonvKBrig.): Obst. von Jony
  - 23 Brygada Kawalerii Honwedu (23. HonvKBrig.): Obst. Graf Lubienski
- 6 Dywizja Kawalerii (6. KD.): GM Edler von Schwer
  - 5 Brygada Kawalerii (5. KBrig.): Obst. Leitner
  - 14 Brygada Kawalerii (14. KBrig.): Obst. Edler von Rettich
- Brygada (Brigade): Obstlt. Papp
- Brygada (Brigade): Obst. Schnitzler

## Kadra

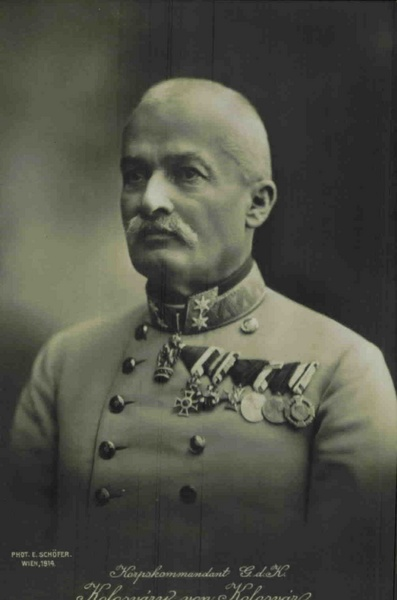
FML Desiderius Kolossváry de Kolosvár

Komendanci korpusu i generałowie dowodzący
(niem. Korpskommandant und Kommandierender General)
- FZM Ferdynand Fiedler (1904)
- FML Franz Schoedler (1909 – 1911 → inspektor armii w Wiedniu)
- FML / gen. kawalerii Desiderius Kolossváry de Kolosvár (1911 – 1914[2] – 1 II 1915 → urlopowany)
- gen. Ignaz Edler von Korda (1915)

Generałowie przydzieleni
(niem. Zugeteilter General)
- gen. kawalerii Karl Graf von Auersperg (do 1909 → kapitan c. k. Gwardii Przybocznej Trabantów i kompanii piechoty Gwardii Przybocznej)
- FML Karl Dvorák (1909 – 1 V 1911 → stan spoczynku)
- FML Emil List (1911–1913)
- gen. mjr Peter Hofmann (1914[2])

Szefowie Sztabu Generalnego
(niem. Generalstabschef)
- ppłk / płk SG Karl Pflanzer-Baltin (1896 – 1903 → komendant 32 Brygady Piechoty)
- płk Fryderyk Gerstenberger von Reichsegg (1903 – 1908)
- płk SG Maximilian Csicserics von Bacsány (1908 – 1911 → komendant 30 Brygady Piechoty w Miszkolcu)
- płk SG Franz Riml (1911 – 1915[2])

Szefowie sanitarni
- generał lekarz sztabowy Ignacy Link (1906 – 1 XI 1911 → stan spoczynku)
- generał lekarz sztabowy Bronisław Longchamps de Bérier (1911 – 1 XI 1913 → stan spoczynku)
- starszy lekarz sztabowy 1. klasy Leopold Terenkoczy (1913–1914)